# Michael Corballis
Michael Charles Corballis (* 10. Juni 1936 in Marton; † 13. November 2021) war ein neuseeländisch-kanadischer Psychologe und Autor. Corballis war Professor des psychologischen Instituts der University of Auckland, Neuseeland. Seine Forschungsfelder waren kognitive Hirnforschung, visuelle Wahrnehmung, Aufmerksamkeit, Gedächtnis und die Entstehung der Sprache.

## Ausbildung und Forschung
Corballis studierte Mathematik (Master 1959) und Psychologie (Master 1962) an der University of New Zealand. Er promovierte an der McGill University in Montreal in Psychologie und lehrte dort im Department of Psychology von 1968 bis 1978. In dieser Zeit beschäftigte er sich vor allem mit kognitiver Hirnforschung, analysierte komplexe kognitive Systeme, beispielsweise Wahrnehmung, Aufmerksamkeit und Gedächtnis. Er forschte insbesondere auch über die Unterschiedlichkeit der Gehirnhälften des Menschen (cerebrale Asymmetrie). 1978 wurde er Professor für Psychologie an der University of Auckland. Von großer Bedeutung ist seine Hypothese, dass die menschliche Sprache aus Gebärden entstanden sei (dargestellt u. a. in seinem Buch: „From hand to mouth“); er wird in diesem Zusammenhang auch international sehr häufig zitiert.
Sein Sohn Paul Corballis ist ebenfalls  Professor für Psychologie an der University of Auckland.

## Publikationen

### Bücher
- mit Ivan L. Beale: Psychology of Left and Right. John Wiley & Sons, 1976.
- mit Ivan L. Beale: The Ambivalent Mind : The Neuropsychology of Left and Right. Nelson-Hall, Chicago 1983.
- Human Laterality. Academic Press, 1984.
- The Lopsided Ape : Evolution of the Generative Mind. Oxford University Press, 1991.
- From Hand to Mouth : The Origins of Language. University Press Group, 2003.
- The Recursive Mind. Princeton University Press, 2011.
- A Very Short Tour of the Mind. The Overlook Press, 2013.
- The Wandering Mind : What the brain does when you're not looking. Auckland University Press, Auckland 2014, ISBN 978-1-86940-811-4.
- The Truth about Language: What It Is and Where It Came From, University of Chicago Press, 2017

### Ausgewählte Journalartikel
- M. C. Corballis: The evolution and genetics of cerebral asymmetry. In: Philosophical Transactions of the Royal Society of London, B: Biological Sciences. Band 364, 2009, S. 867–879. doi:10.1098/rstb.2008.0232
- J. Lewald, S. Peters, M. C. Corballis, M. Hausmann: Perception of stationary and moving sound following cortectomy. In: Neuropsychologia. Band 47, 2009, S. 962–971. doi:10.1016/j.neuropsychologia.2008.10.016
- B. Milivojevic, J. P. Hamm, M. C. Corballis: Functional neuroanatomy of mental rotation. In: Journal of Cognitive Neuroscience. Band 21, 2009, S. 945–959. doi:10.1162/jocn.2009.21085
- M. C. Corballis: The evolution of language. In: Annals of the New York Academy of Sciences. Band 1156, 2009, S. 19–43. doi:10.1111/j.1749-6632.2009.04423.x
- T. Suddendorf, D. R. Addis, M. C. Corballis: Mental time travel and the shaping of the human mind. In: Philosophical Transactions of the Royal Society of London, B: Biological Sciences. Band 364, 2009, S. 1317–1324. doi:10.1098/rstb.2008.0301